# Império do Espírito Santo das Cinco Ribeiras

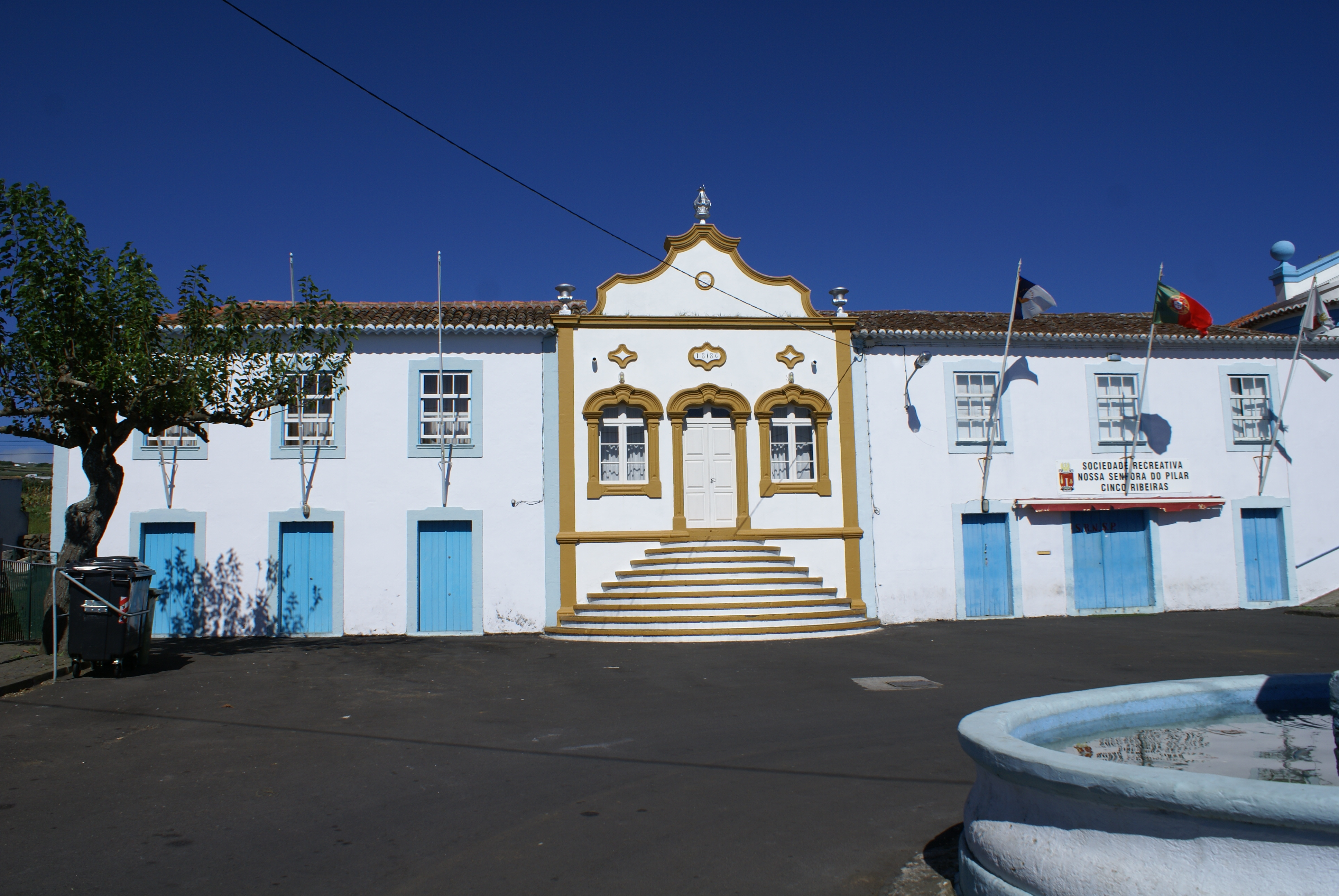
Império do Espírito Santo das Cinco Ribeiras.

O Império do Espírito Santo das Cinco Ribeiras é um Império do Espírito Santo português que se localiza na freguesia açoriana de Cinco Ribeiras, concelho de Angra do Heroísmo, ilha Terceira, arquipélago dos Açores.
Este Império do Espírito Santo tem a sua fundação no século XIX mais precisamente no ano de 1886.